# Ойбурзьке озеро
Ойбу́рзьке о́зеро, Ойбур ґолю (крим. Oybur gölü) — лиманне безстічне солоне озеро, розташоване у центрі Євпаторійського району. Входить в Євпаторійську групу озер. Площа — 5,0 км² — 4-те за площею озеро району.

## Географія
Навколо озера розташовані села Штормове и Попівка, трохи не північ — Криловка. Довжина — 4 км. Ширина середня — 1,3 км, найбільша — 1,5 км. Глибина средня — 2 м, найбільша — 3,9 м. Висота над рівнем моря: —0,4 м. Відділене від Чорного моря косою.
Має форму витягнутого з північного заходу на південний схід кола. Берега пологі, за виключенням невеликої дільниці на південному сході — обрив з пляжем. Річки до озера не впадають.
Средньорічна кількість опадів — близько 400 мм. Живлення: поверхневі та підземні води Причерноморского артезианского бассейна.

## Господарське значення
Грязі (муловіе сульфідні приморського типу) озера віднесені до категорії лікувальних і тому озеро є місцем рекреації. Є одним з 14 грязьових родовищ Криму, що затверджені Радою Міністрів УРСР зони санитарної охорони.